# 65 هـ
65 هـ هي سنة في التقويم الهجري امتدت مقابلةً في التقويم الميلادي بين سنتي 684 و685.

## أحداث
- معركة الربذة بين قوات ابن الزبير بقيادة الحنتف بن السجف التميمي وقوات مروان بن الحكم بقيادة حبيش بن دلجة وعبيد الله بن الحكم.
- ولاية عبد الملك بن مروان
- معركة عين الوردة

## مواليد
- سلم بن أحوز
- رؤبة بن العجاج
- عبد الله بن أبي بكر بن محمد بن عمرو بن حزم
- عبد الله بن ذكوان
- أبو النجم العجلي

## وفيات
- الحنتف بن السجف التميمي
- حارثة بن بدر الغداني
- غالب بن صعصعة
- عبيد الله بن الحكم
- الحارث الهمداني
- مروان بن الحكم
- مالك بن هبيرة الكندي
- النعمان بن بشير
- حسان بن مالك الكلبي
- نافع بن الأزرق
- عبد الله بن مسعدة الفزاري
- حبيش بن دلجة
- سليمان بن صرد
- الأكدر بن حمام